# Gustav Albert Hyttling
Gustav Albert Hyttling, född 17 augusti 1830 i Stockholm, död 5 april 1889 i Stockholm, var en svensk landskapsmålare och ingenjör vid järnvägsstyrelsen. 
Han var son till hovkonditorn Anton Hyttling och Marina Liljenroth. Hyttling studerade vid Konstakademien i Stockholm 1847 och var på 1880-talet elev i etsning för Theodor Gellerstedt. Hyttling har i etsning utfört ett porträtt av Lars Levi Læstadius samt idylliska landskapsmålningar i Gellerstedts stil. Han deltog en sommar i vandringar i de svenska lappmarkerna tillsammans med Carl Anton Pettersson som resulterade i dagboken Resa till Lappland tillsammans med Kapt:s Löjt. C.A. Petterson som numera finns vid Kungliga biblioteket i Stockholm. Hyttling är representerad vid Nationalmuseum i Stockholm och Kungliga biblioteket.